# Johann Gottfried Herder
Johann Gottfried von Herder (Mohrungen, 25 de agosto de 1744-Weimar, 18 de diciembre de 1803) fue un filósofo, teólogo y crítico literario alemán, cuyos escritos contribuyeron a la aparición del romanticismo alemán. Como instigador del movimiento conocido como Sturm und Drang (“tormenta e ímpetu”), la vertiente alemana del prerromanticismo europeo, inspiró a muchos escritores, entre ellos, y muy especialmente, al joven Johann Wolfgang von Goethe, a quien conoció en Estrasburgo en 1770 y que posteriormente se convertiría en la principal figura del clasicismo literario alemán, por lo que se distanciaría notablemente del romanticismo de Herder.

## Vida
Estudió Teología en la Universidad de Königsberg y fue muy influenciado por el catedrático y filósofo alemán Immanuel Kant. Entre las primeras obras críticas de Herder se encuentran los Fragmentos acerca de la literatura alemana moderna (1766-1767), que preconizaba la emancipación de la literatura alemana de las influencias extranjeras. En 1769 se embarcó en un viaje por mar que, con sucesivas escalas, lo llevó de Riga a París, cuyas impresiones escritas constituyen un testimonio de los ideales que después cristalizaron en el nacimiento del Sturm und Drang.
Herder mostraba su deseo de emancipación a través de poema y dramas, con un personaje principal caracterizado por un héroe, el cual era dominado por emociones incontroladas y rodeado por conflictos.  Tuvo una importante recepción en el Romanticismo alemán, aunque la mayoría de los románticos no lo reconocieron explícitamente. Murió el 18 de diciembre de 1803 en Weimar.

## Ideas literarias
Herder impulsó una ruptura con lo tradicional como monolito autoritario: para él, la razón viva y la naturaleza como movimiento eran lo que impulsaban la vida y conciencia de los pueblos, que a su vez impulsaban la vida y conciencia de las personas.
Herder se opone a la idea ilustrada de la razón, pues el hombre es un organismo completo y no se lo puede fragmentar: la naturaleza dinámica es la verdad del sujeto, la vida pasada es algo oscuro pero creador, y la naturaleza pasa a ser algo inquietante y angustiante, con un núcleo fundamental inefable (en oposición al racionalismo y al empirismo).
Para alcanzar esta ruptura, Herder decidió crear dos movimientos:
1. El primer movimiento literario que ocasionó la revolución de la literatura alemana, conocido como Sturm und Drang (tormenta e ímpetu), adquirió su nombre gracias a la obra teatral Tormenta de Friedrich Maximilian Klinger. Se manifiesta por primera vez en la novela de Goethe, “Die Leiden des jungen Werthers” (Las desventuras del joven Werther, 1774), donde el héroe, cargado de sentimientos de desamor, decide suicidarse.
2. Por ello, en la siguiente generación se crea una ruptura con el mundo neoclásico. Muchos jóvenes como Goethe y románticos alemanes fueron influenciados por los estudios de este crítico literario, se interesaron por la poesía nacional y popular de los pueblos primitivos, contribuyendo a desarrollar más el uso de elementos nacionales o populares con el objetivo de restaurar una literatura alemana y excluir a la poética francesa, desembocando en el segundo movimiento conocido como Expresionismo alemán.

El expresionismo alemán y el sturm und drang fueron las ideas que permearon el romanticismo en Alemania, donde el lenguaje se entendía como una forma de articular ideas y pensamientos, y no solo para expresar sentimientos. Otros planteamientos que aportaron peso a esta revolución también se ven arraigados en la vida y el pensamiento de Herder:
- Herder consideraba a la imaginación como forma creadora, es por ello que para él, el poeta era como un dios creador. Y esto era revolucionario en su época, porque rechaza la idea de que la inspiración puede ser tenida como una inspiración divina, afirmando que la creación reside en el propio poeta, como un dios que crea a partir de la nada, y por eso niega la tradición. Él está en contra de la Ilustración, negando que la literatura deba seguir unas pautas o unos modelos predeterminados, sino únicamente la inspiración del genio, enraizado en su época y su entorno cultural. Pone en duda la vigencia de la tragedia griega como modelo de todo teatro, pues para él cada literatura está enraizada en sus circunstancias concretas, y solamente puede comprenderse desde ellas. Con ello, Herder será uno de los precursores del relativismo cultural, aunque sigue manteniendo la idea —inspirada por Kant y la Ilustración— de la unidad profunda de la humanidad, que es manifestada en la diversidad.

- Otro planteamiento de Herder fue que el lenguaje necesita adquirir una voz. Afirma que el lenguaje es algo activo y creador, capaz de expresar pasiones y emociones, como una fuerza positiva del pensamiento, y llega a la conclusión que la razón nunca será suficiente para el texto, es decir, una persona no puede separarse de su contexto: predomina el lenguaje, que no nos sirve solo para transmitir ideas, sino que es algo vivo que centra sentimientos y razón. La razón está unida al lenguaje y no se puede pensar sin lenguaje, pero para Herder no es algo artificial en el hombre, sino que es una creación espontánea y popular: el lenguaje no es un mero instrumento, como afirmarían ciertos ilustrados, sino que tiene vida propia. Concluye que no hay un solo lenguaje, sino varios como el metafórico o incluso otro anterior basado en gritos o gestos. A medida que el lenguaje se vuelve más reflexivo, pierde interés, y por eso Herder investiga sobre las obras literarias más antiguas.
- Por otra parte, para él, el verdadero creador literario simbolizaba pasiones incluso sin ser su objetivo, representaba las ideas de Platón y de Aristóteles sin saberlo: un autor presenta unas verdades universales, sin ser concreto y específico. Así es como el romántico pide la pérdida de la razón para ser totalmente libre, porque la realidad es una limitación para el proceso creativo, mediante la imaginación.

Además, Herder fundará el estudio de la Filología Eslava. Herder rechaza la idea del gusto, con el que se medía la belleza de las obras de arte en el siglo XVIII. Herder plantea que no hay ideales del gusto, sino que estos dependen de cada cultura y momento histórico. El arte también puede servir para conocer el momento histórico y cómo eran los hombres antiguos. La poesía (arte) no es para Herder la poesía de un autor individual, sino que es el Espíritu del Pueblo que, cargado de la sangre del pueblo, explota en el Espíritu del Poeta. Los valores son relativos y cada cultura tiene su centro de gravedad dentro de esa misma cultura, y a veces está alejada de las demás; por ese motivo hay que estudiarlas desde dentro. Los aspectos culturales tienen un valor por sí mismos, por ejemplo, el gótico o la poesía medieval, que en el siglo XVIII habían perdido valor.

## Historiografía
- En 1773 Sobre el estilo y el arte alemán, escrito en colaboración con Goethe— fue un canto a la literatura popular, a la poesía de William Shakespeare y Homero y a desarrollar la idea concebida por Herder del Volksgeist (‘espíritu del pueblo’), expresada en la lengua y la literatura de una nación. El carácter nacional de la literatura española le interesó mucho y realizó una versión del Cantar de mío Cid.
- En 1776, Herder consiguió, con la ayuda de Goethe, un cargo estatal en Weimar. Allí escribió su obra más importante, los cuatro volúmenes del estudio Ideas para una filosofía de la historia de la humanidad (1784-1791), en la que intenta demostrar que la naturaleza y la historia humana obedecen a las mismas leyes y que, con el tiempo, las fuerzas humanas antagónicas se reconciliarán. Aunque inacabado, este tratado encarna la mayoría de las ideas de Herder y ha quedado como su contribución más importante a la filosofía. Destaca también su Ensayo sobre el origen de la lengua (1770, publicado en 1772), escrito como respuesta a una pregunta planteada por la Academia de las Ciencias de Berlín, la cual finalmente premió y publicó la obra. En ella, Herder aborda el origen de la lengua desde un punto de vista antropológico, rechazando la teoría del origen divino de esta según Johann Peter Süßmilch. Así, Herder explica el surgimiento del lenguaje como un acto inherente al ser humano en cuanto animal racional y desprovisto por tanto de los instintos unívocos propios de los animales, que necesita comunicarse para poder sobrevivir y autoafirmarse como especie en el mundo.
- En 1793-1797, con Cartas sobre el progreso del hombre, al final de su vida, Herder rompió con Goethe y con el clasicismo alemán, y tomó partido por una poesía de corte didáctico. Expuso sus desacuerdos con la filosofía de Kant en dos libros que no fueron bien recibidos. Al final del siglo XVIII la influencia de Herder se fue diluyendo, pero su contribución a los estudios literarios y al pensamiento histórico alemán es muy importante.

## Obras
- Johann herder: Philosophical Writings, ed. Desmond M. Clarke y Michael N. Forster (Cambridge University Press, 2007), ISBN 978-0-521-79088-8.
- Herder on Nationality, Humanity, and History, F.M. Barnard. (Montreal y Kingston: McGill-Queen's University Press, 2003.) ISBN 978-0-7735-2519-1.
- Ensayo de Herder sobre el Ser. Una traducción y enfoques críticos. Editado y traducido por John K. Noyes. Rochester: Camden House 2018. El primer ensayo de Herder sobre metafísica, traducido con una serie de comentarios críticos.
- Song Loves the Masses: Herder on Music and Nationalism. Editado y traducido por Philip Vilas Bohlman (Berkeley: University of California Press, 2017). Coleccionó escritos sobre música, desde Volkslieder hasta canciones sagradas.
- Escritos seleccionados sobre estética. Editado y traducido por Gregory Moore. Princeton U.P. 2006. pp. x + 455. ISBN 978-0691115955. Edition hace que muchos de los escritos de Herder sobre estética estén disponibles en inglés por primera vez.
- Otra filosofía de la historia y escritos políticos seleccionados,eds. Ioannis D. Evrigenis y Daniel Pellerin (Indianapolis: Hackett Pub., 2004). Una traducción de Auch eine Philosophie y otras obras.
- Philosophical Writings, ed. Michael N. Forster (Cambridge: Cambridge Univ. Press, 2002). Las obras filosóficas más importantes del herder temprano disponibles en inglés, incluyendo una versión sin puentes del Tratado sobre el origen del lenguaje y This Too a Philosophy of History for the Formation of Mankind.
- Escultura: Algunas observaciones sobre la forma y la forma del sueño creativo de Pygmalion,ed. Jason Gaiger (Chicago: University of Chicago Press, 2002). Plastikde Herder.
- Selected Early Works, eds. Ernest A. Menze and Karl Menges (University Park: The Pennsylvania State Univ. Press, 1992). Traducción parcial del importante texto éber die neuere deutsche Litteratur.
- On World History, eds. Hans Adler and Ernest A. Menze (Armonk, N.Y.: M.E. Sharpe, 1997). Extractos cortos de la historia de varios textos.
- J. G. Herder on Social & Political Culture (Cambridge Studies in the History and Theory of Politics), ed. F.M. Barnard (Cambridge University Press, 2010 (publicado originalmente en 1969)) ISBN 978-0-521-13381-4 Textos seleccionados: 1. 2. Ensayo sobre el origen del lenguaje; 3. Otra filosofía de la historia; 4. Disertación sobre la influencia recíproca del gobierno y las ciencias; 5. Ideas para una filosofía de la historia de la humanidad.
- El pensamiento social y político de Herder: De la ilustración al nacionalismo,F.M. Barnard, Oxford, Editor: Clarendon Press, 1967. ASIN B0007JTDEI

## Canciones populares
Debido a su deseo de sostener e impulsar la cultura popular, Herder dedica gran parte de su tiempo a recopilar literaturas populares desaparecidas. Recoge canciones populares de la Edad Media, que habían pertenecido a la tradición oral. Herder las tituló como Canciones populares y se volvieron a titular póstumamente con el nombre de Las voces del Pueblo en canciones. Dentro de ellas predominan las baladas, formas poéticas destinadas a ser cantadas. Se crean en el siglo XII y se transmiten de manera oral a través de un pueblo analfabeto, por lo que van variando y van correspondiendo a las diferentes melodías de la Edad Media, siendo sus temas amores trágicos, leyendas fantásticas o asesinatos. Son formas en verso, los cuales se repiten continuamente y cuentan los hechos de manera brusca y no de forma ordenada, como era el ideal del siglo XVIII. 
Estas formas vienen de Escocia y Rumania, y una de las composiciones más importantes se titula Edward. Herder cree que son las claves para entender el alma de un pueblo. En este libro también incluye los poemas de Homero, Esquilo y la Biblia, ya que para él son canciones populares.

## Ideas para la Filosofía de la Historia de la Humanidad
Sus ideas sobre la historia se centran en el libro Ideas para la Filosofía de la Historia de la Humanidad, en el que se hace un repaso a toda la historia de muchas culturas. No es como su título indica un libro de filosofía.
En este libro Herder reinterpreta la idea de progreso y lo redefine de una forma singular. No entiende el progreso humano como algo aislado, sino que engloba a la naturaleza. Es parte del conjunto del Cosmos y de la Tierra, y la historia humana se proyecta antes en una historia prehumana y después en una historia posthumana, con la idea de superhombres. No solamente la historia humana está dentro de la historia del Cosmos, sino que es el elemento central entre toda la historia. Todo se encuentra en un desarrollo permanente.
El progreso desborda la historia humana, pero la aparición del hombre lo acelera, sobre todo a partir del lenguaje. En los animales no hay progreso a lo largo de su historia, solo durante su vida, pero el hombre se diferencia en que progresa en esos dos aspectos.
En Condorcet había leyes invariables, los Ilustrados observaban también que se producían excepciones en estas leyes, pero se entendían como aberraciones producidas por la introducción de otros factores. Herder considera que estas excepciones no son aberraciones, siéndolo el intentar poner leyes universales a la historia, pero una vez que se suprimen los hechos no parecen malos. La humanidad no tiene una forma única, sino muchas y las culturas se han producido en una época determinada y tienen una propia lógica y valor, por lo que la función del historiador es comprenderla en sus propios límites.

## Volksgeist
Puesto que el hombre nace de una raza y dentro de ella, su cultura, educación y mentalidad tienen carácter genético. De ahí esos caracteres nacionales tan peculiares y tan profundamente impresos en los pueblos más antiguos que se perfilan tan inequívocamente en toda su actuación sobre la tierra. Así como la fuente se enriquece con los componentes, fuerzas activas y sabor propios del suelo donde brotó, así también el carácter de los pueblos antiguos se originó de los rasgos raciales, la región que habitaban, el sistema de vida adoptado y la educación, como también de las ocupaciones preferidas y las hazañas de su temprana historia que le eran propias. Las costumbres de los mayores penetraban profundamente y servían al pueblo de sublime modelo.
J. G. Herder: Ideas para una filosofía de la Historia de la Humanidad (1784-1791)

Herder va a dar un papel esencial a las naciones dentro de su obra, ya que cada una tiene un espíritu propio, el espíritu del pueblo (Volksgeist) y es diferente para cada nación. Herder lo define como las fuerzas creativas que habitan inconscientes en cada pueblo y se manifiestan en creaciones propias de cada pueblo, sobre todo la lengua, pero también la poesía, la historia o el derecho. Esto va a contracorriente: si la Ilustración afirmaba que todos los hombres son iguales, Herder se sitúa en un plano opuesto, donde la igualdad es, ordinariamente, intranacional. La paradoja es que Herder no es nacionalista, sino un cosmopolita.  
A pesar de ser pastor de una comunidad protestante, Herder está en contra de la evangelización, pues considera que es capaz de destruir la especifidad de las culturas, concepto central de importancia casi sagrada en su sistema (toda nación tiene el centro de su felicidad dentro de sí misma).
Su concepción de la historia es optimista, a pesar del elemento nostálgico, porque cree que la humanidad se superará a sí misma. Cambia también la concepción de la naturaleza: de la instrumentalización ilustrada pasa a ser un organismo unido a la humanidad.

## Filosofía natural
Junto con Goethe, Herder fue el gran inspirador filosófico de los Naturphilosophen, especialmente de Lorenz Oken.
El tema nuclear de la filosofía de la Naturaleza de Herder es su concepción progresista de la idea de Scala naturae desarrollada por Charles Bonnet. En Herder, esta progresión no afecta solo a la forma de las especies, sino también a su fisiología: cuanto más progresamos en la escala de los seres, más elevadas son también las funciones vitales. La responsable de esta progresión no puede ser, según Herder, una fuerza externa, sino una especie de voluntad interna de la materia que la lleva a organizarse. De nuevo, como en Bonnet, la idea de scala naturae va asociada a la idea de recapitulación: en cada etapa en la que las especies ascienden en la Scala naturae, conservan los rasgos adquiridos en la etapa anterior. La humanidad, por tanto, cumbre de la serie natural, resume en ella la historia entera de la naturaleza.